# 7911 Carlpilcher
7911 Carlpilcher è un asteroide della fascia principale. Scoperto nel 1977, presenta un'orbita caratterizzata da un semiasse maggiore pari a 2,8993586 UA e da un'eccentricità di 0,1613773, inclinata di 15,31558° rispetto all'eclittica.